# Gornja Bukovica (Czarnogóra)
Gornja Bukovica (cyr. Горња Буковица) – wieś w Czarnogórze, w gminie Šavnik. W 2011 roku liczyła 76 mieszkańców.